# Pritchardia mitiaroana
Pritchardia mitiaroana là loài thực vật có hoa thuộc họ Arecaceae. Loài này được J.Dransf. & Y.Ehrh. miêu tả khoa học đầu tiên năm 1995.